# Сербська кухня

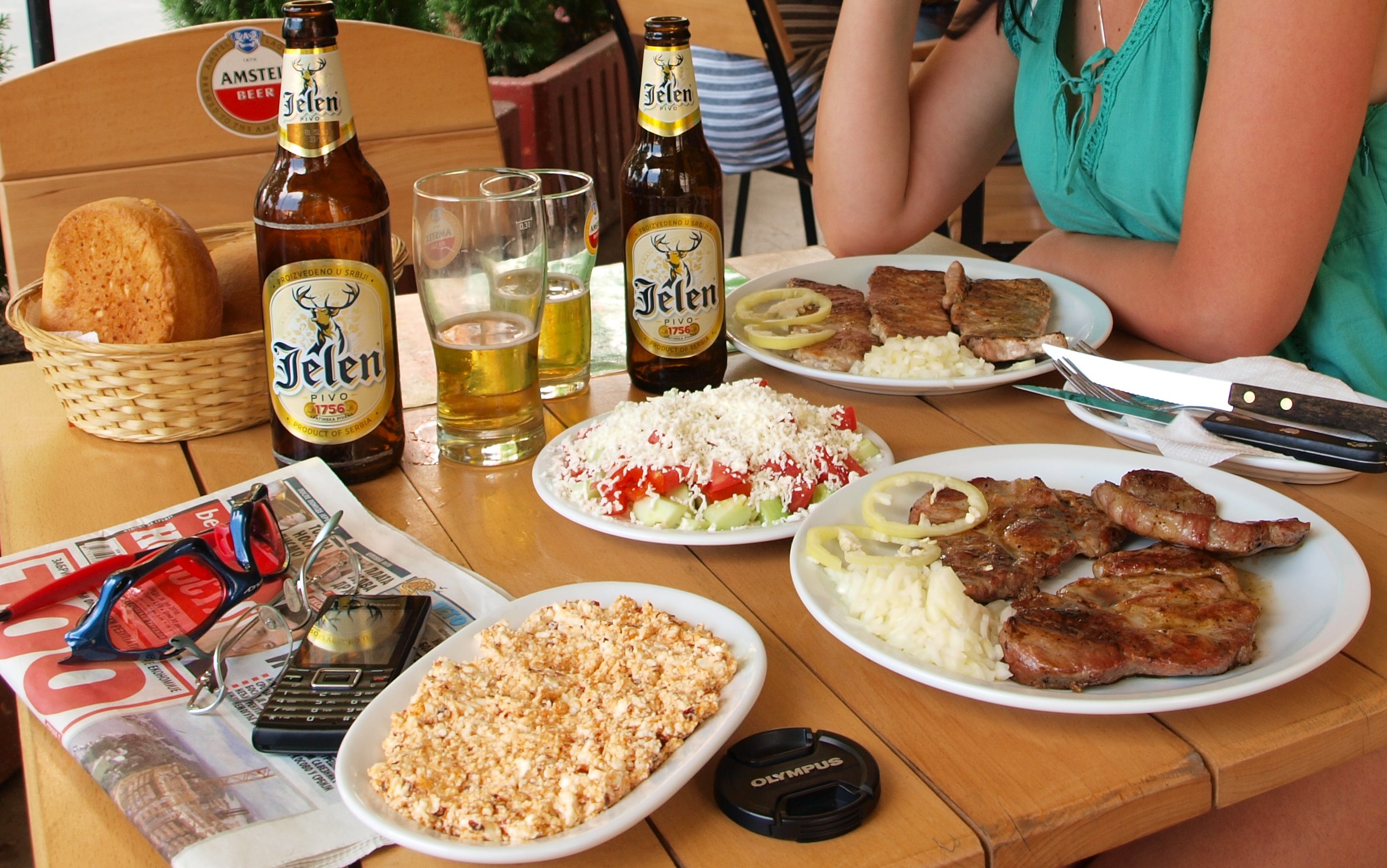
Їжа з центральної Сербії

Се́рбська ку́хня (серб. Српска кухиња) — традиційна кухня сербського народу, що увібрала в себе елементи середземноморської (Візантійська імперія/Греція), близькосхідної (Туреччина) та австро-угорської кухонь. Це пов'язано зі схожим географічним положенням країн та спільністю вихідних продуктів, тривалими історичними сусідськими зв'язками.

## Опис
Сербська кухня поєднує в собі традиції різних країн: на прилавках кондитерських гармонійно поєднались коливо, пахлава, горіховий рулет (горіховник) і торт Захер.
Вплив турецької кухні проявляється, наприклад, в тому, що практично в будь-якому ресторані пропонують кюфте, люля-кебаб, аша-кебаби, всілякі шашлики, «месо за скара» (балканський варіант барбекю), плов з баранини.
На півночі Сербії відчувається вплив угорської, румунської та болгарської кухні, тут широко поширені страви зі свинини, охочі можуть спробувати мамалигу та кукурудзяні коржі. В останні роки, завдяки численній сербській діаспорі, сербську кухню можна спробувати по всьому світу.
Більшість населення Сербії, як правило, трапезують тричі на день на сніданок, обід та вечерю, при цьому обід є основним і, отже, найтривалішим прийомом їжі. Проте, до середини XIX століття в Сербії традиційно існував лише обід та вечерю, а снідати люди не сідали.

## Історія

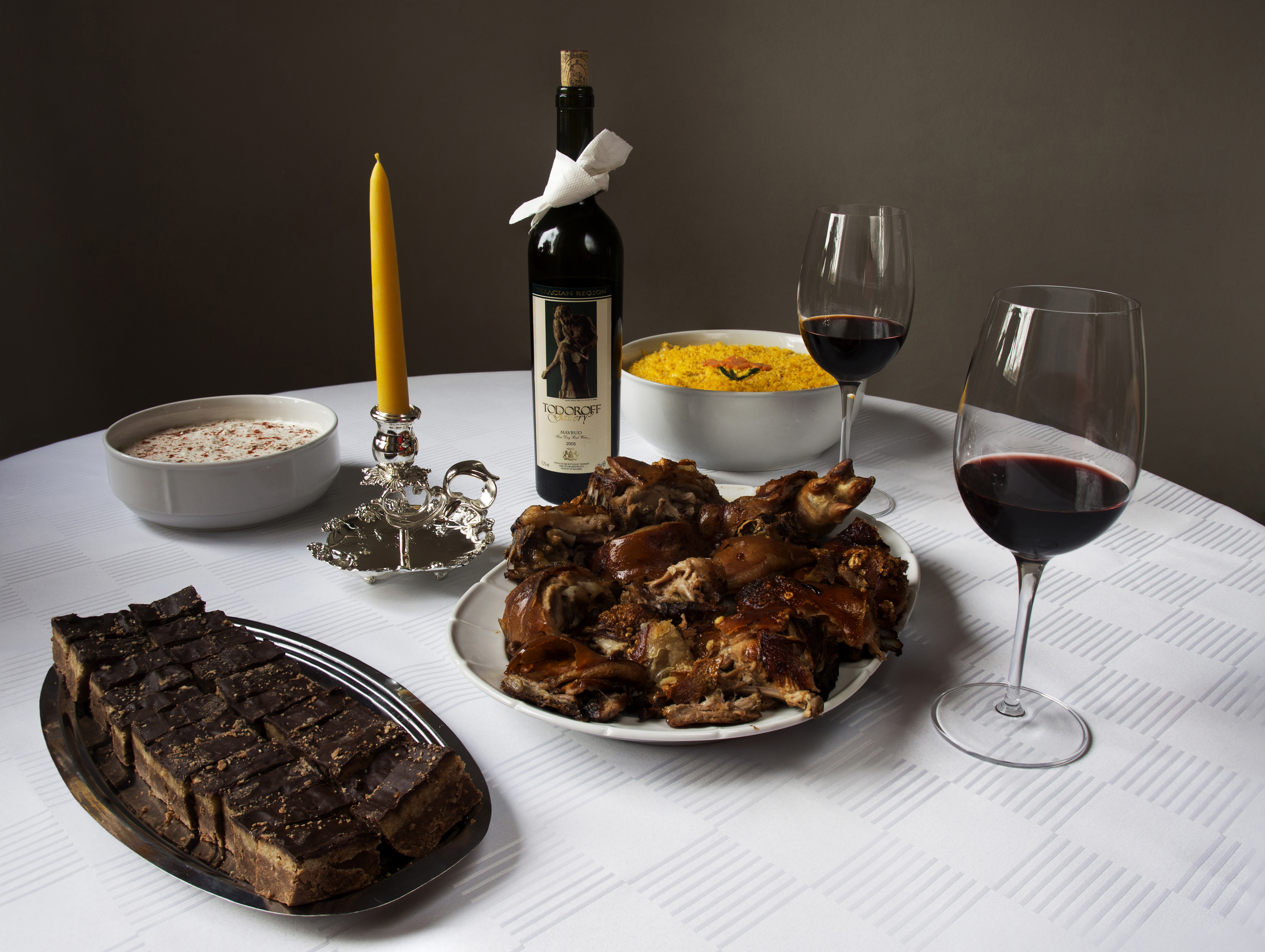
Різдвяний стіл

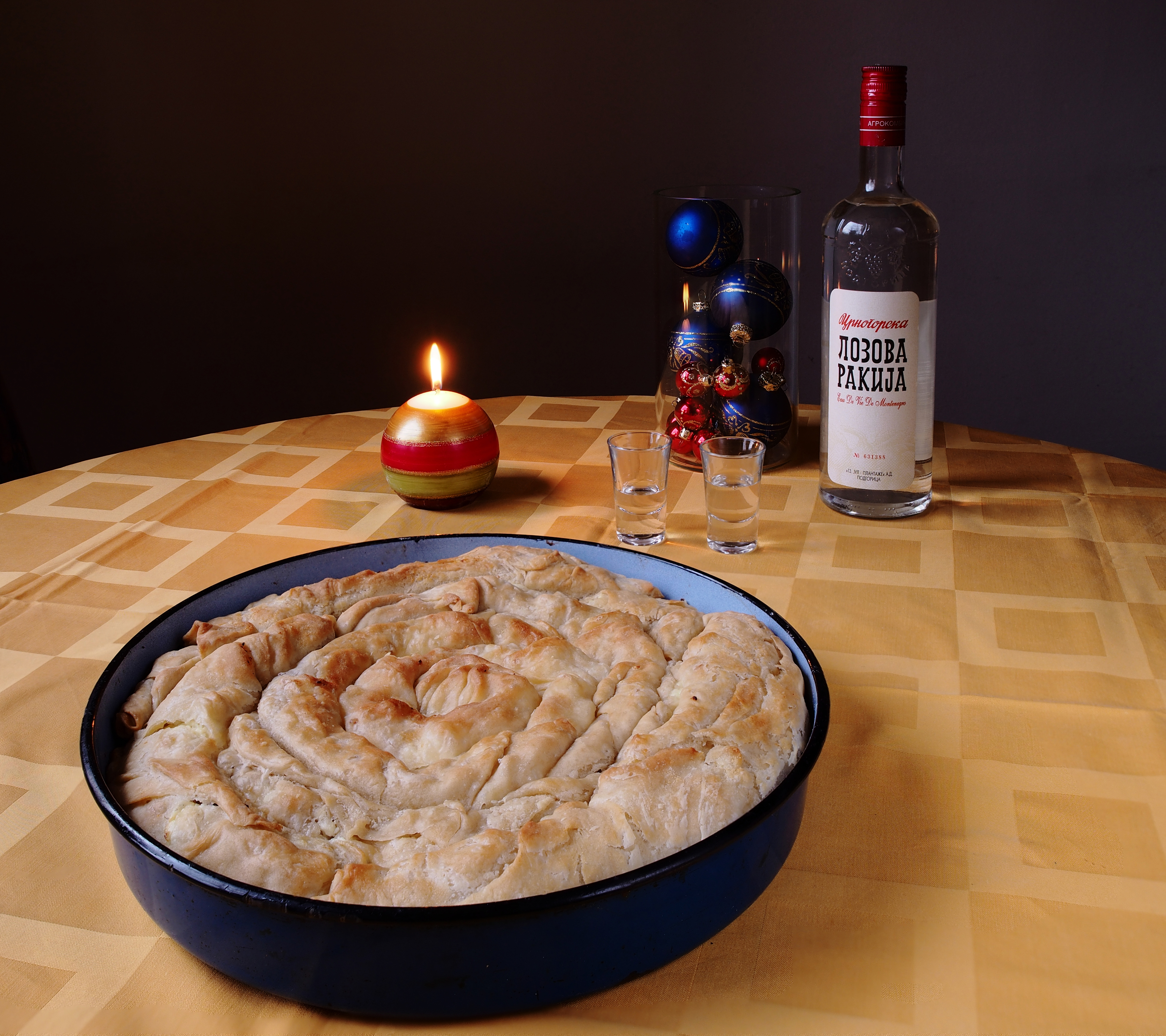
Чесниця — страва на Новий рік

Першою опублікованою куховарською книгою в Сербії стала «Куховарська книга Паті» (Patin kuvar), написана Spasenija Pata Marković в 1907 році. Ця книга досі має успіх у Сербії.

## Традиційні сербські страви

### Супи
У сербській кухні існує два типи супу: звичайний суп, званий супа (supa), і суп з ру борошно, підсмажене в олії), званий чорба (čorba). Найпоширенішими є прості в приготуванні густі супи з яловичини або домашньої птиці з додаванням локшини. Рибний суп (рібља чорба, riblja čorba) і суп із ягняти (jагњећа чорба, jagnjeća čorba) вважаються делікатесами.

### М'ясо
М'ясні страви готують в основному зі свинини, баранини й козлятини, при цьому характерною рисою є повсюдне використання особливим чином поквашеного молока — «каймаку» (подається і як холодна закуска).
Різні види страв звані роштиља, запікають на вугіллі й вони особливо популярні в Сербії. Плескавиця, чевапчичі, ражнічи, вешалиця й різні види ковбасок пропонують практично в кожному ресторані як головну страву. Крім того, шашлик є популярним сербським варіантом фаст-фуду. Як гарнір зазвичай виступають овочі або рис. Широко відомий такий м'ясний делікатес, як сремський кулен — сирокопчена свиняча ковбаса, що є зареєстрованою в ЄС маркою, контрольованою за географічним походженням

### Салати
У Сербії салати зазвичай подають разом з основною стравою, а не як закуску.

### Трави та спеції
Зелень та спеції в сербській кухні застосовують дуже помірно: в основному, лише чорний перець та паприка використовуються повсюдно, а петрушка — в супах. Також можна зустріти страви з додаванням білого перцю, гвоздики, коріандру, лаврового листа та часнику.

### Борошняні вироби та десерти
Хліб традиційно є неодмінним атрибутом кожної трапези і навіть грає важливу роль в релігійних ритуалах. У містечку Печинці навіть відкрито музей хліба, задуманий як вулиця хліба — від ґрунту до неба, де представлені обрядові хлібці. Деякі серби вважають, що викидати хліб грішно, яким би черствим і старим він не був.

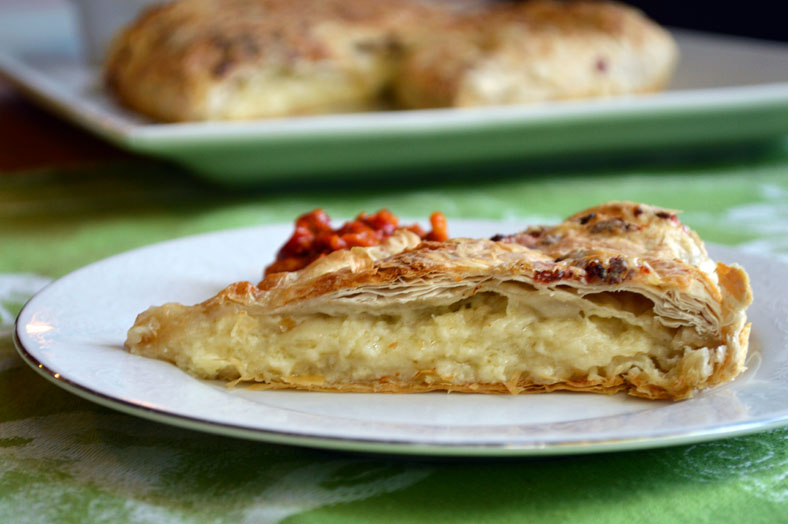
Шматок гибаниці

Серби називають пиріг будь-якого типу словом піта, що не варто плутати з грецької пітою. Грецька піта — це прісний вид хліба, який в Сербії має іншу назву: сомун. У Сербії популярні як солодкі, так і солоні пироги. Один і той же пиріг може бути приготований однаково, незалежно від того, солоною або солодкою буде начинка. Існують такі різновиди пирогів: гибаниця — пиріг із сирною начинкою, бурек — листковий пиріг із сиром або м'ясом, кромпіруша — картопляний бурек.
Також популярні пончики приганиця, тістечка в сиропі Хурмашиці, палачинка — великі млинці з різними начинками, зеляниця — пиріг із сиром та шпинатом, штруклі — запечені в сирі горіхи й сливи, альва — зварені в меду горіхи. На свята серби готують торт кох, який нагадує маннік, шоколадний торт Реформа. Серед інших десертів слід виокремити тістечко «Російська шапка», що має форму папах російської армії часів російсько-турецької війни.

## Напої

### Безалкогольні напої
Велика кількість фруктів в поєднанні з достатком водних ресурсів в Сербії стимулює виробництво високоякісних фруктових соків та мінеральних вод, завдяки чому ці напої є однією з головних статей експорту Сербії. Сербія також виробляє кілька газованих напоїв — наприклад, традиційний напій з кукурудзи боза (boza). Деякі пивоварні також варять квас.
Дуже міцну каву, іменовану в Сербії турецькою кавою, можна по праву назвати найпопулярнішим напоєм сербського народу. Чай набагато менш популярний. Із молочних продуктів, йогурт та кефір споживають повсюдно.

### Алкогольні напої
Більшість сербів полюбляє пиво, що підтверджує факт наявності 14 пивоварень у цій країні.
Говорячи про лікеро-горілчані вироби, потрібно згадати, що попри те, що найпоширенішим напоєм є ракія, вино також має безліч шанувальників. Велика кількість людей пече ракію (у Сербії говорять не «гнати ракію», а «пекти ракію», пећі ракіју) в домашніх умовах; така ракія високо цінується друзями й знайомими. Найпопулярніші види ракії:
- Дуња — з айви;
- Сливовиця (Шљівовіца) — національний напій;
- Лозовач — із винограду;
- Віљамовка/Крушковача — із груші;
- Jабуковачa — із яблука;
- Пелінковац — лікер із полину, м'якший ніж абсент.